# Andrena macoupinensis
Andrena macoupinensis är en biart som beskrevs av Robertson 1900. Den ingår i släktet sandbin och familjen grävbin. Inga underarter finns listade i Catalogue of Life.

## Beskrivning
Andrena macoupinensis är ett bi med svart grundfärg. Huvudet, mellankroppen och den främre delen av bakkroppen har ljus behåring, som är ljust gulbrun på ovansidan, blekare krämfärgad längre ner. Större, övre delen av ansiktet hos honan har tät päls, hos hanen endast på munskölden (clupeus); honan har dessutom tät, om än kort päls på bakskenbenens pollenkorgar, som hon använder för att samla pollen åt larverna. I övrigt är behåringen hos båda könen gles. Honan är tydligt större än hanen, med en medelkroppslängd av 11 mm mot hans 8 mm.

## Ekologi
Släktets medlemmar är solitära bin som bygger underjordiska larvbon. Även om de inte är samhällsbyggande, kan flera honor placera sina bon i närheten av varandra. Arten är polylektisk, den hämtar nektar och pollen från flera familjer av blommande växter, som ripsväxter, myrtenväxter, videväxter, rosväxter, videväxter och violväxter. Aktivitetsperioden varar från mars till juni.

## Utbredning
Utbredningsområdet omfattar östra USA från Illinois till Massachusetts och söderut till North Carolina.